# Ami weinmanni
Ami weinmanni là một loài nhện trong họ Theraphosidae.
Loài này thuộc chi Ami. Ami weinmanni được miêu tả năm 2008 bởi Pérez-Miles.